# Carlos de Cárdenas Jr.
Carlos de Cárdenas Plá (Havana, 7 de julho de 1932 — Nassau, 6 de maio de 1990) foi um velejador cubano, medalhista olímpico. Ele competiu nos Jogos Olímpicos de Verão de 1948 na classe Star e conquistou a medalha de prata na disputa a bordo do Kurush III com seu pai Carlos de Cárdenas. Além disso, foi campeão mundial da mesma classe em 1954 e 1955.